# رينالدو تورنبول
رينالدو تورنبول (بالإنجليزية: Renaldo Turnbull) هو لاعب كرة قدم أمريكية أمريكي، ولد في 5 يناير 1966 في سانت توماس في الولايات المتحدة.

## وصلات خارجية
- رينالدو تورنبول على موقع مرجع كرة القدم المحترفة.كوم (الإنجليزية)